# Lokomotiva E 424.0
Lokomotiva E 424.0 (tovární typ Škoda 2ELo) je elektrická lokomotiva ČSD pocházející z meziválečného období. Byla určena pro provoz na tratích elektrifikovaných stejnosměrnou soustavou 1,5 kV. První vyrobený a zároveň jediný dochovaný exemplář lokomotivy je součástí expozic plzeňského Techmania Science Center, kam byl natrvalo umístěn po náročné rekonstrukci 10. 8. 2010.

## Technický popis
Provedení lokomotivy je s děleným rámem, kdy jedna část nese kapotu a kabinu strojvedoucího, druhá část nese jen kapotu. V každé rámové části byl jeden trakční dvojmotor s převodem na jalový hřídel a přenosem na hnací dvojkolí spojnicí. Všechna dvojkolí byla v rámu uložena pevně.

## Galerie

Nákres lokomotivy E 424.0
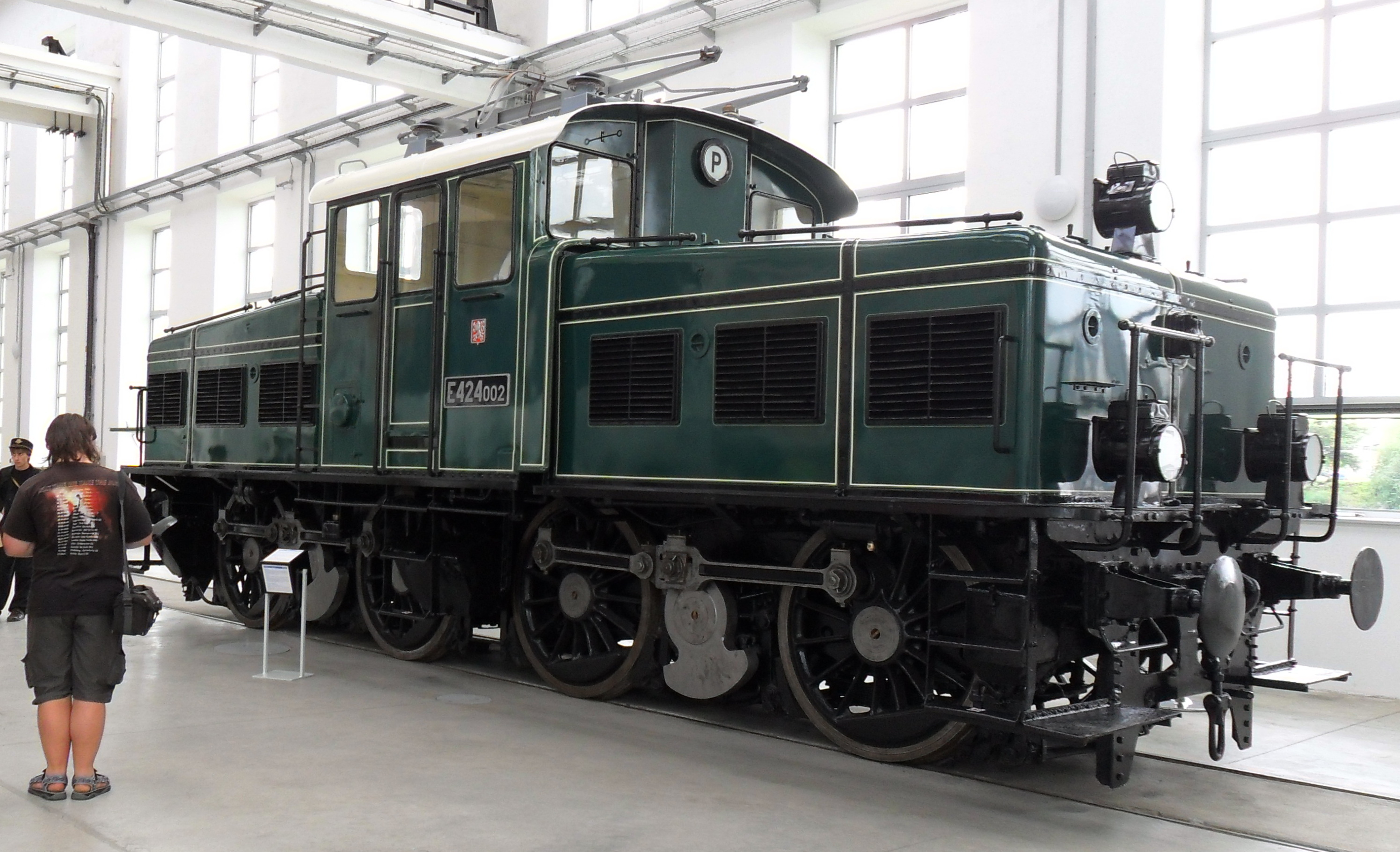
Lokomotiva E 424.002 v plzeňské Techmanii
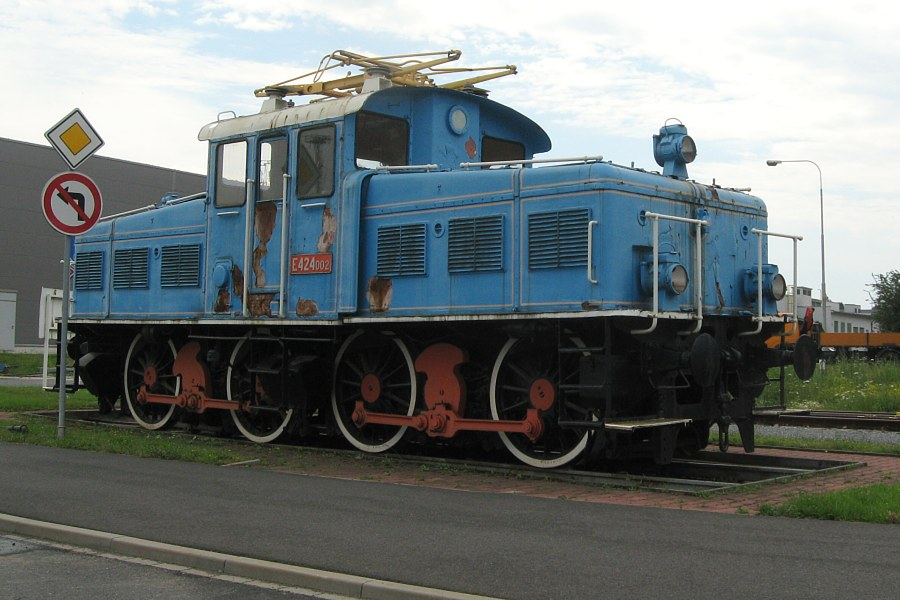
Lokomotiva E 424.002 v Plzni